# Cantonul Pont-Sainte-Maxence
Cantonul Pont-Sainte-Maxence este un canton din arondismentul Senlis, departamentul Oise, regiunea Picardia, Franța.

## Comune
- Beaurepaire
- Brasseuse
- Fleurines
- Pontpoint
- Pont-Sainte-Maxence (reședință)
- Raray
- Rhuis
- Roberval
- Rully
- Saint-Vaast-de-Longmont
- Verberie
- Verneuil-en-Halatte
- Villeneuve-sur-Verberie